# Dynoides saldani
Dynoides saldani is een pissebed uit de familie Sphaeromatidae. De wetenschappelijke naam van de soort is voor het eerst geldig gepubliceerd in 1984 door Carvacho & Haasmann.